# Fellini Satyricon
Fellini Satyricon är en fransk-italiensk fantasy-dramafilm från 1969 i regi av Federico Fellini. Filmen bygger på Petronius satiriska berättelse Satyricon. Den hade världspremiär den 3 september 1969 i Italien och svensk premiär den 18 februari 1970.

## Handling
Encolpio och Ascilto är två studenter i Rom under första århundradet, de bråkar om vem som ska ta hand om ynglingen Gitone. Bråket slutar med att de delar sina ägodelar och skiljs åt. Pojken får välja vem han ska följa med och väljer Ascilto. 
En plötslig jordbävning hindrar Encolpio från att begå självmord. Tittaren får sedan följa honom genom en rad händelser som leder till att han återförenas med Ascilto och kulminerar när de hjälper en man att kidnappa en hermafroditisk halvgud från ett tempel.

## Rollista i urval
- Martin Potter - Encolpius
- Hiram Keller - Ascyltus
- Max Born - Giton
- Salvo Randone - Eumolpus
- Mario Romagnoli - Trimalchio
- Magali Noël - Fortunata
- Capucine - Tryphaena
- Alain Cuny - Lichas

## Produktion
Filmen är inspelad i de italienska städerna Rom och Latina.